# Federico Maldarelli
Federico Maldarelli (Napoli, 2 ottobre 1826 – Napoli, 9 dicembre 1893) è stato un pittore e scultore italiano, di impronta accademica neoclassica.

## Biografia
Federico Maldarelli ebbe i primi rudimenti dell'arte dal padre Gennaro, pittore napoletano, e successivamente fu allievo di Costanzo Angelini, pittore neoclassico, tramite cui poté partecipare fin da giovanissimo alle mostre d'arte Borboniche, dove già nel 1839 presentò il quadro Testa della Vergine. Tra le sue prime opere pittoriche si annovera anche una tela raffigurante Gesù in casa di Marta e Maria, conservata nella Chiesa di Sant'Antonio da Padova a Caserta e acquistata dal re Ferdinando II di Borbone, alla biennale Borbonica del 1848, quando Federico era ancora allievo presso il Real Istituto di Belle Arti (Accademia di belle arti di Napoli).
Si dedicò anche all'insegnamento del disegno, come supplente del padre Gennaro presso la scuola elementare degli artieri di Napoli e subentrandogli alla morte, nel 1858.
Nel 1855, con il dipinto Santa Gliceria converte e battezza il suo carceriere, ottenne la terza medaglia d'oro. Nel 1861 fu presente alla Mostra nazionale di Firenze, con l'opera La vedova del volontario che dimostra la sua adesione agli ideali liberali e nazionali, anche se i suoi maggiori committenti erano stati i Borbone di Napoli.
Nel 1862 partecipò alla mostra della società Promotrice di belle arti di Napoli e anche a diverse delle successive edizioni, esponendo in quelle occasioni i dipinti: La lettura di soppiatto, Poppea e Santa Elisabetta regina d'Ungheria.
Nel 1867 partecipò all'Esposizione universale di Parigi e nel 1880 al Salon, con due dipinti di ridotte dimensioni - Bagno e Assunzione - che lo fecero conoscere ed apprezzare anche sui mercati inglese e tedesco, dove le sue opere furono richieste dai collezionisti più che in patria, dove si affermava il verismo, promosso dal suo amico e coetaneo Domenico Morelli.
Ne è testimonianza il successo ottenuto a Rochester nel 1878, presso la Rundel Gallery, dei dipinti Il bagno pompeiano e La vergine vestale.
Nel 1879 restaurò gratuitamente il dipinto della  Vergine di Pompei, sostituendo, su richiesta di Bartolo Longo, la figura di santa Rosa da Lima con quella di santa Caterina da Siena.
Federico Maldarelli creò anche opere scultoree, a partire dal 1878.

### Incarichi
- Fece parte del consiglio direttivo dell'Accademia di belle arti, sotto la presidenza di Domenico Morelli, che lo nominò ispettore onorario della Pinacoteca di Capodimonte.
- Fu eletto vicepresidente, al primo Congresso artistico italiano di belle arti di Parma, del 1870.
- Nel 1877 diresse alcune delle cerimonie di inaugurazione dell'Esposizione nazionale di Napoli, alla quale si propose ancora con due opere neopompeiane.

### Catalogo delle opere

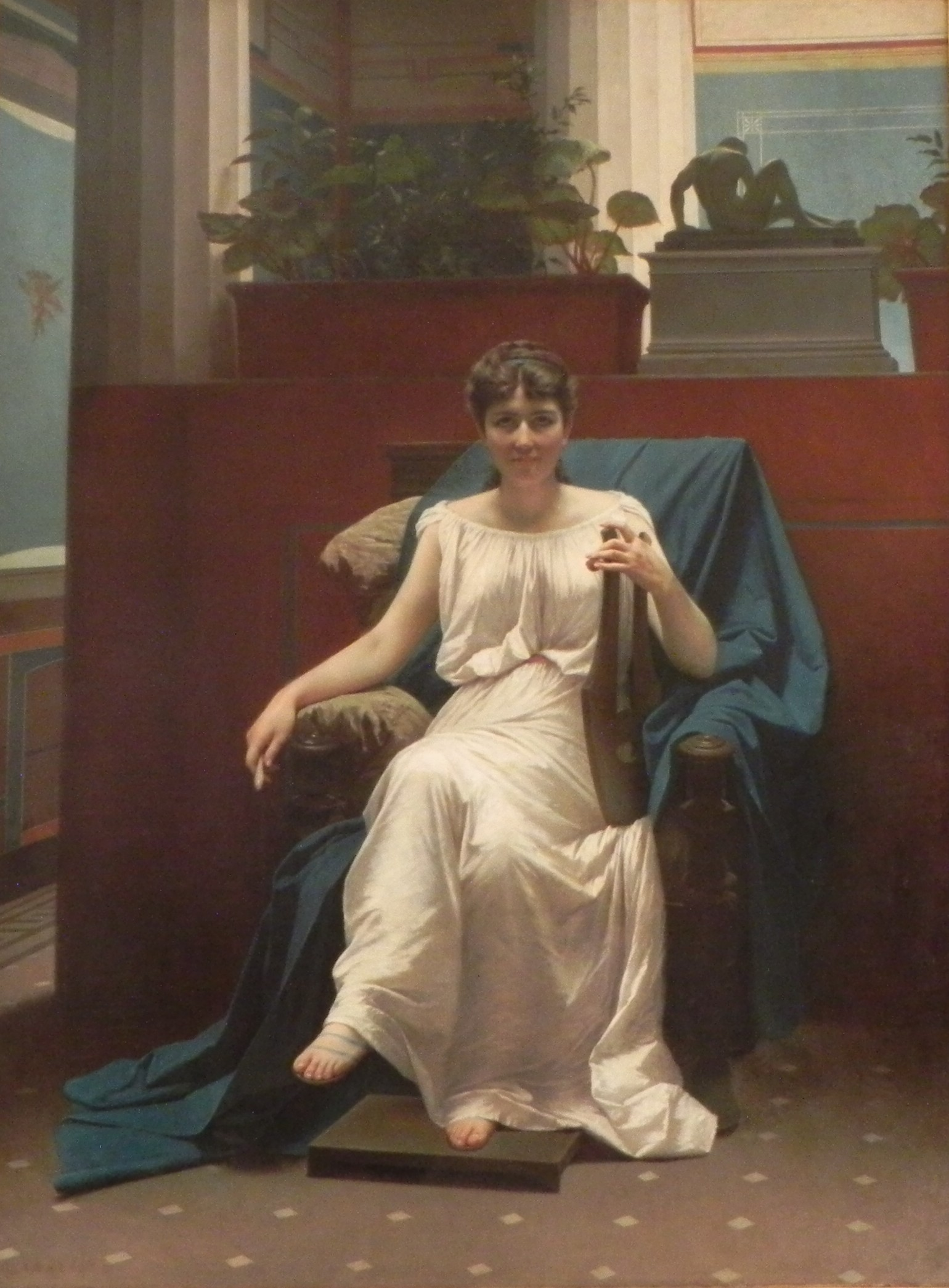
In estasi

#### Dipinti
- Testa della Vergine, 1839
- Santa Gliceria converte e battezza il suo carceriere, 1855 -  Museo di Capodimonte[2]
- Cristo nell'orto del Getsemani
- Riposo durante la fuga in Egitto - cappella del Palazzo Reale di Napoli
- Rachele al pozzo
- Rebecca ed Eleazar, 1851 - appartamenti reali di Porzio
- Vergine Immacolata – chiesa di Sant'Antonio di Padova, Caserta
- Gesù in casa di Marta e Maria - chiesa di Sant'Antonio di Padova, Caserta
- San Giuseppe col Bambino Gesù e coro d'angeli - chiesa di Sant' Antonio di Padova, Caserta
- Sant'Antonio da Padova - chiesa di Sant'Antonio di Padova, Caserta
- Profanazione del tempio - chiesa dei Santi Severino e Sossio, Napoli
- Visitazione di Sant'Elisabetta e San Ferdinando - chiesa dei Santi Severino e Sossio, Napoli
- Vergine col Bambino e santi - Santuario della Beata Vergine del Rosario di Pompei
- La vedova del volontario – 1861
- La legione dei volontari – 1861
- La lettura di soppiatto
- Poppea
- Sant'Elisabetta regina d'Ungheria
- Bagno - 1880
- Assunzione -1880
- In un campo di papaveri – 1881
- Bagno Pompeiano - 1878
- La vergine vestale - 1878
- Sepoltura di San Sossio martire – 1878 - chiesa madre, Frattamaggiore
- San Francesco Orante - 1879 - Chiesa di Santa Maria della Misericordia a Capodimonte, Napoli
- Apparizione della Madonna con il Bambino a San Ferdinando di Castiglia - Chiesa di San Ferdinando, Napoli
- La lettera - 1874, olio su tela, 30x39,5 cm, Galleria dell'Accademia, Napoli[3]
- Donna pompeiana che legge - Galleria nazionale d'arte moderna e contemporanea
- Stanza da letto di una pompeiana - Pinacoteca Provinciale Irpina, Avellino

#### Sculture
- Orazione mentale - 1878 - santuario della Madonna di Pompei
- Orazione vocale del rosario – 1878 - santuario della Madonna di Pompei
- Susanna al bagno - gesso